# Traian Mândru
Traian Mândru (n. 1951 – d. 20 noiembrie 2012) a fost un politician român, membru al Parlamentului României pe listele PSD. Traian Mândru a fost validat ca senator pe data de 2 septembrie 2008 când a înlocuit pe senatorul Silvia Adriana Țicău.